# Haage-Zinnie
Die Haage-Zinnie (Zinnia haageana) ist eine Pflanzenart aus der Gattung der Zinnien (Zinnia) in der Familie der Korbblütler (Asteraceae). Das Artepitheton ehrt den Erfurter Gärtner und Pflanzenzüchter Friedrich Adolph Haage (1796–1866).

## Merkmale
Die Haage-Zinnie ist eine einjährige Pflanze, die Wuchshöhen von 30 bis 45 Zentimeter erreicht. Die Blätter sind schmal lanzettlich, messen 2 bis 3,5 × 0,5 bis 0,7 Zentimeter, sind ungefähr fünfmal so lang wie breit, sitzend oder kurz breit gestielt und am Rand borstig gewimpert. Die 8 bis 9 Strahlenblüten sind breit eiförmig, am Grund plötzlich zusammengezogen, goldgelb oder orange gefärbt (Sorten auch braunrot oder zweifarbig). Die Spreublätter sind länger als die Scheibenblüten, ganzrandig und orange gefärbt, mit einer dunkelroten Spitze. Die Hülle ist flach schüsselförmig. Die Hüllblätter sind breit eiförmig, grün gefärbt und oberwärts dunkel gepunktet. Die Früchte haben 2 ungleiche Grannen. Die Granne der mittleren Frucht hat eine Länge von 3 bis 5 Millimeter.
Blütezeit ist von Juli bis Oktober.
Die Chromosomenzahl beträgt 2n = 24.

## Systematik und Verbreitung
Zinnia haageana ist im mexikanischen Hochland auf grasigen Felshügeln, feuchten Wiesen und an Ruderalstandorten in Höhenlagen von 1500 bis 2000 Meter verbreitet. Die Erstbeschreibung erfolgte 1861 durch Eduard August von Regel.

## Nutzung
Die Haage-Zinnie wird zerstreut als Zierpflanze für Sommerblumenbeete und Sommerrabatten sowie als Schnittblume genutzt. Sie ist seit spätestens 1862 in Kultur. Es gibt einige Sorten, diese sind zum Teil halbgefüllt.

## Nachweise